# Anabasitte tachetée
Premnoplex brunnescens
Espèce
Répartition géographique
Statut de conservation UICN

 LC  : Préoccupation mineure
L’Anabasitte tachetée (Premnoplex brunnescens) est une espèce de passereaux de la famille des Furnariidae.

## Répartition
Cet oiseau vit à travers la cordillère de Talamanca et les Andes boréales. Il se rencontre en Bolivie, en Colombie, au Costa Rica, en Équateur, au Panama, au Pérou et au Venezuela.

## Description
L’Anabasitte tachetée ressemble étroitement à l'Anabasitte à gorge blanche, mais à l'inverse possède des points plus petits, foncés et moins denses sur la poitrine, ainsi qu'un bec moins incliné.
Dans sa description de 1856, Sclater indique que cet oiseau présente une longueur totale d'environ 140 mm.

## Liste des sous-espèces
Selon la classification de référence du Congrès ornithologique international (14.2, 2025) :
- Premnoplex brunnescens brunneicauda (Lawrence, 1865) — cordillère de Talamanca
- Premnoplex brunnescens albescens Griscom, 1927 — est du Panama
- Premnoplex brunnescens coloratus Bangs, 1902 — sierra Nevada de Santa Marta
- Premnoplex brunnescens rostratus Hellmayr & Seilern, 1912 — cordillère de la Costa
- Premnoplex brunnescens brunnescens (Sclater, 1856) — Andes colombiennes, vénézuéliennes et équatoriennes
- Premnoplex brunnescens stictonotus (Berlepsch, 1901) — Andes péruviennes et boliviennes

## Systématique
Le nom valide complet (avec auteur) de ce taxon est Premnoplex brunnescens (P.L. Sclater, 1856).
L'espèce Premnoplex brunnescens a été décrite pour la première fois en 1856 par le zoologiste britannique Philip Lutley Sclater (1829-1913) sous le protonyme Margarornis brunnescens,.
Ce taxon porte en français le nom vernaculaire ou normalisé suivant : Anabasitte tachetée.

## Publication originale
- (en) Philip Lutley Sclater, « On Some Additional Species of Birds Received in Collections from Bogota », Proceedings of the Zoological Society of London, Londres, ZSL, vol. 1856,‎ 26 février 1856, p. 25-36 (ISSN 0370-2774, OCLC 1779524, BNF 32843178, lire en ligne).